# Past Redemption
Pour plus de détails, voir Fiche technique et Distribution.

Past Redemption est un film muet américain réalisé par Burton L. King, sorti en 1913.

## Fiche technique
- Titre : Past Redemption
- Réalisation : Burton L. King
- Scénario : William H. Clifford
- Producteur : Thomas H. Ince
- Société de production : Kay-Bee Pictures
- Société de distribution : Mutual Film
- Pays de production :  États-Unis
- Langue : Anglais américain
- Format : Noir et blanc — 35 mm — 1,33:1 — Muet
- Métrage : 600 mètres (2 bobines)
- Genre : Western
- Durée : 10 minutes
- Date de sortie : 
  - États-Unis : 9 mai 1913

## Distribution
- Richard Stanton : Rev. John Drummond
- Ann Little : Nell Howe
- J. Barney Sherry : Jim Howe, le père de Nell
- Billie West : Ann Drew
- Thelma Salter : Little Tom
- William Ehfe : le shérif